# MacOS Sierra
macOS Sierra (версія 10.12) — тринадцятий великий реліз для ОС macOS (раніше OS X).
Сьєрра названа на честь Каліфорнійського Сьєрра-Невада — гірського хребта.
Перша бета-версія ОС MacOS Сьєрра була випущена для розробників після 2016 конференції WWDC 13 червня 2016.
Перша публічна бета-версія була випущена 7 липня 2016 року.
Фінальний реліз відбувся 20 вересня 2016 року.

## Системні вимоги
Потрібно хоча б 2 ГБ оперативної пам'яті і 8 ГБ дискового простору.

## Хронологія
| Хронологія операційних систем Macintosh |
| --------------------------------------- |
|                                         |